# Mușchiul sternocleidomastoidian

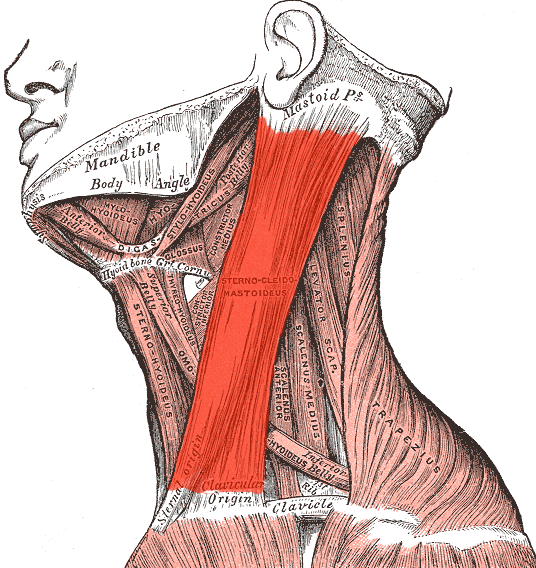
Muşchiul sternocleidomastoidian

Mușchiul sternocleidomastoidian (în latină Musculus sternocleidomastoideus) este un mușchi pereche lung, situat în partea anterioară și laterală a regiunii cervicale și fixat cu capătul proximal de apofiza mastoidă și cu capătul distal de stern și de clavicule. 
Prin contracția unilaterală a mușchiului sternocleidomastoidian este determinată flectarea și înclinarea laterală a capului.
	Este situat pe partea laterală, formând un relief specific
	Din punct de vedere topografic, face parte din regiunea sternocleidomastoidă și prin marginile sale contribuie la delimitarea regiunilor anterioară și posterioare ale gâtului.
	Mușchiul are două origini: originea sternală și originea claviculară. Partea cu originea sternală se fixează pe fața anterioară a manubriului sternal, printr-un tendon puternic al cărui fibre se încrucișează cu cele de pe partea opusă. Deasupra articulației sternoclaviculare, tendonul se continuă cu un corp muscular, cu direcție oblică, care se insera pe marginea anterioară a procesului mastoid și pe extremitatea laterală a liniei nucale superioare.
Despre originea claviculară știm că dispune de unele fibre care se alătură celor din parte sternală, având aceeași direcție și inserție terminală. Restul fibrelor au direcție aproape verticală și trec pe fața profundă a părții sternale, inserându-se pe marginea anterioară, vârful și fața laterală a procesului mastoidian
	Mușchiul este învelit de o teacă fibroasă , rezultată din dedublararea unei lame superficiale a fasciei cervicale. Superficial în partea lui superioară, este acoperit de țesutul subcutanat și de piele, iar în partea inferioară lui, de mușchiul platysma. Între cei doi mușchi se află majoritatea ramurilor subcutanate ale plexului cervical și vena jugulară externă. 